# Le Corbillard de Madame...
Le Corbillard de Madame... (Lady - Here's your Wreath) est un roman policier de l’écrivain britannique James Hadley Chase, publié en 1940 à Londres, aux éditions Jarrolds Publishers Limited, sous le pseudonyme de Raymond Marshall. C'est le premier roman publié sous ce pseudonyme. Le livre paraît en France en 1949 dans la Série noire, sous la signature de James Hadley Chase. La traduction est signée Anthony Page et Henri Robillot. L'action se situe aux États-Unis.

## Résumé
Une femme anonyme a promis, au téléphone, 10 000 dollars à Nick Mason, journaliste indépendant, pour qu'il assiste à l'exécution de Vessi, condamné à la chambre à gaz pour avoir tué Larry Richmond, directeur général des Tissus Mackenzie - et surtout pour qu'il recueille ses dernières paroles. Celles-ci mettent en cause Lu Spencer, ex-bras droit de Richmond et son successeur. Mo Ackie, collègue de Mason, lui conseille de laisser tomber : Richmond avait distribué des actions Mackenzie à tous les notables et les bénéfices (d'origine douteuse) sont tels que Mason risquerait gros en creusant l'affaire. Mason hésite, reçoit une enveloppe de 5 000 dollars, qui lui est aussitôt dérobée par une certaine Blondie. Il lie connaissance avec Mardi Jackson, secrétaire de Lu Spencer et, séduit, lui explique la situation. Puis il trouve Blondie, qu'il parvient tout juste à maîtriser lorsque survient Earl Katz, tueur à la solde de Spencer, qui lui ordonne d'abandonner son enquête. Mason en a bien l'intention, mais Mardi Jackson disparaît après une violente dispute avec Spencer. Quand il la retrouve, Mason l'héberge chez lui, mais elle disparaît à nouveau alors que c'est Blondie qui repose chez Mason, abattue au revolver. Finalement, Mason retrouve Mardi, l'épouse alors que le gang de Lu Spencer est démantelé par les Fédéraux, et les jeunes mariés s'installent à Santa Monica, où leur retraite paradisiaque est interrompue par un dernier et brutal coup de théâtre.

## Personnages principaux
- Nick Mason, le narrateur, journaliste indépendant, professionnel réputé.
- Vessi (en anglais Vessie), petit truand exécuté pour le meurtre de Larry Richmond.
- Blondie, de son vrai nom Andrée Kersh, prostituée française, compagne de Vessi. « Je n'ai pas peur de me battre avec un bonhomme. Je connais la plupart de leurs trucs et les parades appropriées. Mais quand cette furie blonde s'abattit sur moi, je me sentis comme un nageur submergé par un raz de marée[3]. »
- Mo Ackie, confrère, informateur et ami de Nick Mason. « La sage-femme a dû avoir une série de cauchemars après avoir aperçu sa bobine. Mais c'était l'informateur le plus malin de tout le service de presse[4]. »
- Barry Hughson, autre journaliste.
- Lu Spencer, successeur de Richmond, dont il était le bras droit. « Avec son embonpoint, sa taille épaisse et sa moustache noire qui contrastait avec ses cheveux blancs, il n'avait rien d'un jeune premier. [...] Il avait des paupières lourdes et fatiguées. Mais ses yeux brillants ne trahissaient aucune lassitude[5]. »
- Mardi Jackson, secrétaire particulière de Spencer. « [...] une brunette étourdissante. Elle avait une chevelure châtaine abondante et des grands yeux noirs[6]. »
- Earl Katz, tueur à la solde de Spencer. « C'est alors qu'un grand escogriffe, habillé en homme du monde de carte postale, entra d'un pas nonchalant et vint me regarder sous le nez[7]. »
- Gus, le Gros, hommes de main de Spencer et Katz.
- Lee Curtis, secrétaire général des Tissus Mackenzie « Il ne s'intéressait aux autres que dans la mesure où il voyait quelque avantage à en tirer[8]. »

## Un héros atypique
Contrairement à la plupart des protagonistes de James Hadley Chase, Nick Mason n'est pas à bout de ressources : « Je vendais mes articles quand et à qui je voulais. Les hebdomadaires aimaient ma copie et la payaient au-dessus du tarif. » Il n'est pas non plus obnubilé par le désir de faire fortune : « Je perdrais, peut-être, tout ce que j'avais... Tout ça pour gagner dix sacs. Vue sous cette angle, l'affaire n'avait aucun intérêt. » Il ne recule pas devant une relation féminine éphémère, mais ne se répand pas en propos misogynes et il est sincèrement amoureux de Mardi Jackson, qu'il épouse. S'il n'y avait pas un étrange propos antisémite qui apparaît, sans relation avec l'intrigue, au chapitre IV, il serait entièrement sympathique.

## La peine de mort
Les Treize Marches, roman de  l’écrivain américain Whitman Chambers publié en 1935 aux États-Unis (soit 5 ans avant la publication de Lady - Here's your Wreath), commence aussi par une réunion de journalistes (dont le héros) assistant à l'exécution d'un condamné à mort - innocent - aux États-Unis. Et comme Whitman Chambers, James Hadley Chase procède à une description minutieuse de la technique utilisée. La différence, outre que Chambers traite de la pendaison et Chase de la chambre à gaz, réside dans la construction du roman : dans Le Corbillard de Madame..., le condamné est bel et bien exécuté dès le premier chapitre, et le narrateur nous décrit les réactions de Vessi depuis l'arrivée du gaz. « La lente agonie de Vessi, le lampiste, dans la chambre à gaz est relatée avec la précision d'un scalpel de chirurgien.» : « [Les autres journalistes] avaient tous les yeux hors de la tête et l'air un peu verdâtre. Je ne valais pas mieux. Vessi avait mis plus de quatre minutes à mourir. » Les deux romanciers semblent donc partager la même répulsion, mais dans Le Corbillard de Madame..., le sujet est clos dès la fin du premier chapitre alors qu'il dure jusqu'à la fin des Treize Marches.

## Le roman et la censure
Si Lady - Here's your Wreath a été édité sans problème en Grande-Bretagne, il n'en a pas été de même en Australie. Le LCB (Literature Censorship Board) a estimé en mars 1942 que le roman contenait de la violence et du sexe, mais pas au point d'être indécent, et le roman aurait été autorisé sans l'intervention du ministre Richard Keane, qui a obtenu son interdiction.

## Éditions françaises
- Gallimard, coll. « Série noire » no 35, 1949  (ISBN 2070470350) ;
- Gallimard, coll. « La Poche noire » no 19 (1967)  (ISBN 9782071024550) ;
- Gallimard, coll. « Carré noir » no 38 (1972)  (ISBN 2070430383) ;
- Gallimard, coll. « James Hadley Chase » no 8 (1995)  (ISBN 2070495345).